# نیکولای پاولوف

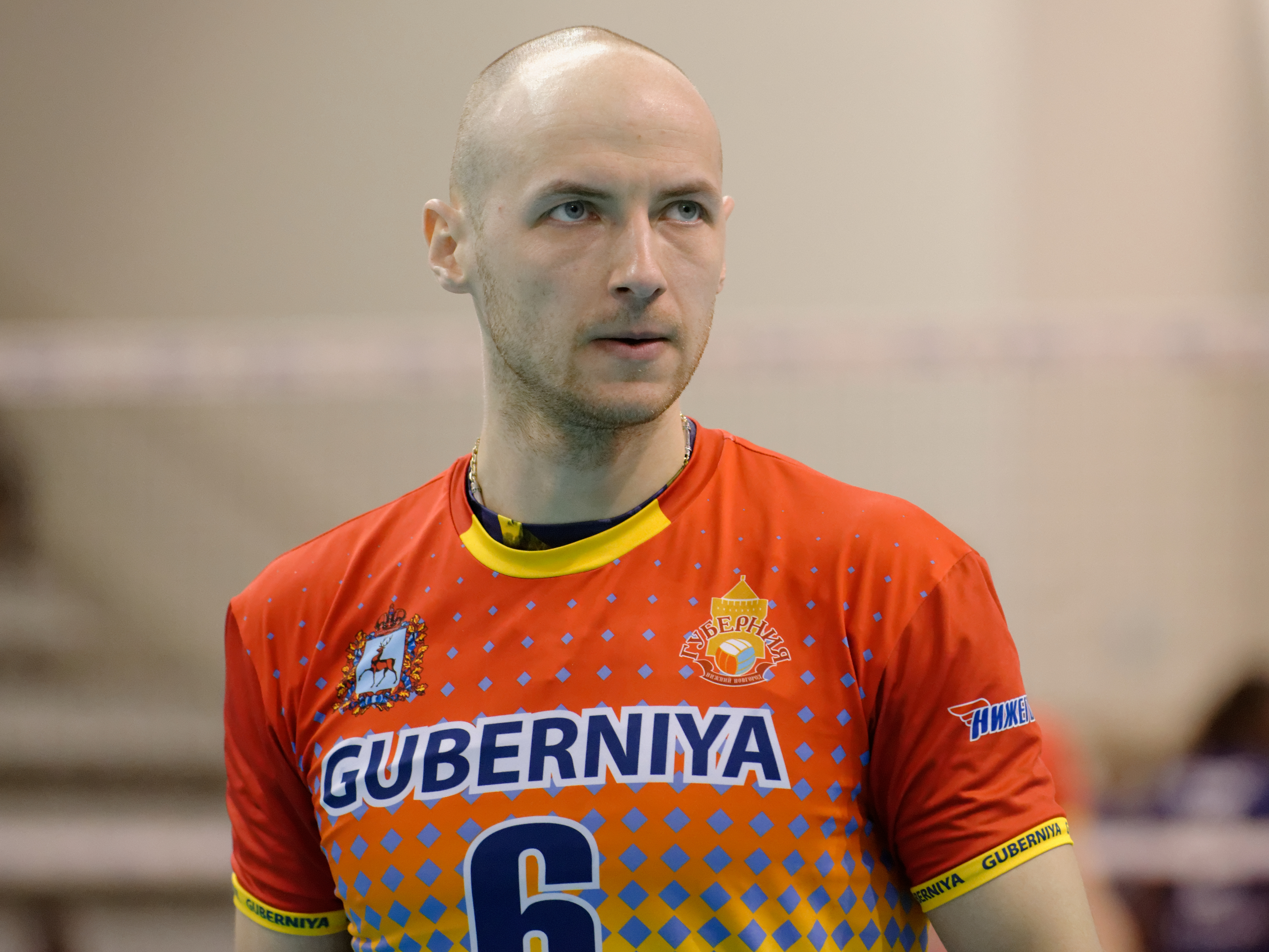
در سال ۲۰۱۳

نیکولای پاولوف (به انگلیسی: Nikolay Pavlov) (زاده ۲۲ می ۱۹۸۲) بازیکن والیبال اهل روسیه، عضو تیم ملی والیبال روسیه است.
پاولوف در لیگ جهانی ۲۰۱۳ به عنوان باارزش ترین بازیکن مسابقات انتخاب شد.آلیا سزار